# Lee Yue-hwan
Lee Yue-hwan (chiń. 李玉環; pinyin Li Yùhuán; ur. 12 sierpnia 1958) – tajwańska pływaczka.
Brała udział w igrzyskach w 1972, na których wystartowała na 100 i 200 m stylem klasycznym. Na krótszym dystansie odpadła w pierwszej rundzie zajmując ostatnie, 8. miejsce w swoim wyścigu eliminacyjnym z czasem 1:25,47. Na dłuższym dystansie także zakończyła rywalizację w pierwszej rundzie plasując się na 5. pozycji w swoim wyścigu eliminacyjnym z czasem 3:04,74. Jest najmłodszym tajwańskim olimpijczykiem.